# 红胶木属
红胶木属（学名：Lophostemon）是桃金娘科下的一个属，为常绿乔木。该属物种均是澳大利亚原生种，其中一种分布延伸至新几内亚。该属首次于1830年被描述，但在1980年代前未得到广泛的承认，其下物种曾被分类至关联属金桃柳属（Tristania）中。

## 种
共四种。
- 红胶木 Lophostemon confertus (R.Br.) Peter G.Wilson & J.T.Waterh. - 昆士兰、新南威尔士
- Lophostemon grandiflorus（英语：Lophostemon grandiflorus） (Benth.) Peter G.Wilson & J.T.Waterh. - 昆士兰、北领地、西澳洲
- Lophostemon lactifluus（英语：Lophostemon lactifluus） (F.Muell.) Peter G.Wilson & J.T.Waterh. - 北领地、西澳洲
- Lophostemon suaveolens（英语：Lophostemon suaveolens） (Sol. ex Gaertn.) Peter G.Wilson & J.T.Waterh. - 昆士兰、新南威尔士、新几内亚